# مايلز تي. غرينغر
مايلز تي. غرينغر هو قاضي ومحامي وسياسي أمريكي، ولد في 12 أغسطس 1817 في نيو مارلبورو في الولايات المتحدة، وتوفي في 21 أكتوبر 1895 في نورث كانان في الولايات المتحدة. نشط حزبياً في الحزب الديمقراطي. وقد انتخب عضو مجلس ولاية كونيتيكت ‏ وانتخب عضو مجلس نواب كونيتيكت ‏ وانتخب عضو مجلس النواب الأمريكي.